# Daniel Bard
Pour les articles homonymes, voir Bard.
Daniel Paul Bard (né le 25 juin 1985 à Houston, Texas, États-Unis) est un lanceur droitier de baseball évoluant en Ligue majeure avec les Rockies du Colorado. Il joue pour les Red Sox de Boston de mai 2009 à avril 2013.

## Carrière
Lors de ses études secondaires à la Christian High School de Charlotte (Caroline du Nord), Daniel Bard est membre de l'équipe juniors des États-Unis. Il est drafté en juin 2003 par les Yankees de New York au vingtième tour de sélection. Bard repousse l'offre et suit des études supérieures à l'Université de Caroline du Nord où il porte les couleurs des North Carolina Tar Heels de 2004 à 2006.

### Red Sox de Boston
Bard rejoint les rangs professionnels à l'issue de la draft du 6 juin 2006 au cours de laquelle il est sélectionné par les Red Sox de Boston au premier tour (28e choix). Il perçoit un bonus de 1,55 million de dollars à la signature de son premier contrat professionnel le 23 août 2006.
Il passe trois saisons en Ligues mineures avant d'effectuer ses débuts en Ligue majeure le 13 mai 2009.
En 2010, il est le meilleur lanceur de relève des Red Sox avec la meilleure moyenne de points mérités du club (1,93). Il est le releveur qui apparaît dans le plus grand nombre de matchs (73) et celui qui lance le plus de manches (74 et deux tiers). Il remporte une victoire contre deux défaites et enregistre deux sauvetages et 76 retraits sur des prises.
En 2011, la moyenne de points mérités de Bard augmente de façon significative, mais se chiffre tout de même à un respectable 3,33 en 73 manches lancées lors de 70 sorties. Il est cependant malchanceux avec seulement 2 victoires contre 9 défaites. Il enregistre 74 retraits sur des prises et un sauvetage.
Au cours de la difficile saison 2012 des Red Sox, Bard est utilisé comme lanceur partant lors de 10 matchs, en plus d'effectuer 7 présences en relève. L'expérience est un échec avec une moyenne de points mérités de 5,30 lors de ces 10 départs. Incluant ses apparitions en relève, la moyenne de Bard s'élève à 6,22 cette saison-là. Le lanceur qui n'avait accordé que 54 buts-sur-balles en plus de 147 manches au cours des saisons 2010 et 2011 en donne aux frappeurs adverses 43 en seulement 59 manches et un tiers en 2012, contre à peine 38 retraits sur des prises. Son ratio de buts-sur-balles par 9 manches lancées passe de 3 en 2011 à 6,5 en 2012 et son ratio de retraits sur des prises par tranche de 9 manches passe de 9,1 à 5,8.
Cédé en 2013 au club-école de Portland, dans le Double-A, ses problèmes de contrôle se poursuivent et il continue d'accorder trop de buts-sur-balles. En 2013, il ne lance qu'une manche en relève pour Boston au cours du mois d'avril. Le 4 septembre 2013, il est cédé au ballottage et réclamé par les Cubs de Chicago, qui ne le font pas jouer avant qu'il ne devienne agent libre.
Les problèmes de contrôle au monticule se poursuivent pour Bard à l'automne 2013 alors qu'il lance dans la Liga de Béisbol Profesional Roberto Clemente à Porto Rico.

### Rangers du Texas
Le 3 février 2014, il signe un contrat des ligues mineures chez les Rangers du Texas.

## Statistiques
| Saison | Équipe | G   | GS | CG | SHO | V | D | SV | IP    | SO  | ERA  |
| ------ | ------ | --- | -- | -- | --- | - | - | -- | ----- | --- | ---- |
| 2009   | Boston | 49  | 0  | 0  | 0   | 2 | 2 | 1  | 49.1  | 63  | 3,65 |
| 2010   | Boston | 73  | 0  | 0  | 0   | 1 | 2 | 0  | 74.2  | 76  | 1,93 |
| Totaux | Totaux | 122 | 0  | 0  | 0   | 3 | 4 | 0  | 124.0 | 139 | 2,61 |

Note : G = Matches joués ; GS = Matches comme lanceur partant ; CG = Matches complets ; SHO = Blanchissages ; 
V = Victoires ; D = Défaites ; SV = Sauvetages ; IP = Manches lancées ; SO = Retraits sur des prises ; ERA = Moyenne de points mérités.